# Nsawam
Nsawam ist ein Ort in der Eastern Region im westafrikanischen Staat Ghana, am Ostufer des Densu.

## Bevölkerung
Bei der letzten Volkszählung des Landes vom 26. März 2000 lebten 29.986 Einwohner in der Stadt. Hochrechnungen zum 1. Januar 2007 schätzen die Bevölkerung auf 34.142 Einwohner. Noch bei der Volkszählung des Jahres 1984 wurden 20.439 Einwohner aufgeführt. Noch im Jahr 1970 lag die Bevölkerungszahl bei 25.518 Einwohnern.
Aktuell liegt die Stadt an der 43. Stelle der Liste der größten Städte in Ghana.